# Бадино
Бадино (болг. Бадино) — село в Болгарии. Находится в Кюстендилской области, входит в общину Бобошево. Население составляет 44 человека.

## Политическая ситуация
Бадино подчиняется непосредственно общине и не имеет своего кмета.
Кмет (мэр) общины Бобошево — Милчо Георгиев Орозов (Болгарская социал-демократия (БСД)) по результатам выборов.